# Latrás
Latrás est un village de la province de Huesca, situé à environ 8 kilomètres au sud-ouest de la ville de Sabiñánigo, à 720 mètres d'altitude, sur la rive droite du Gállego. L'église du village, dédiée à sainte Catherine, a été construite au XVIIe siècle.